# Scherzingen
Scherzingen è una frazione del comune svizzero di Münsterlingen, nel Canton Turgovia (distretto di Kreuzlingen).

## Geografia fisica
Scherzingen si affaccia sul lago di Costanza.

## Storia

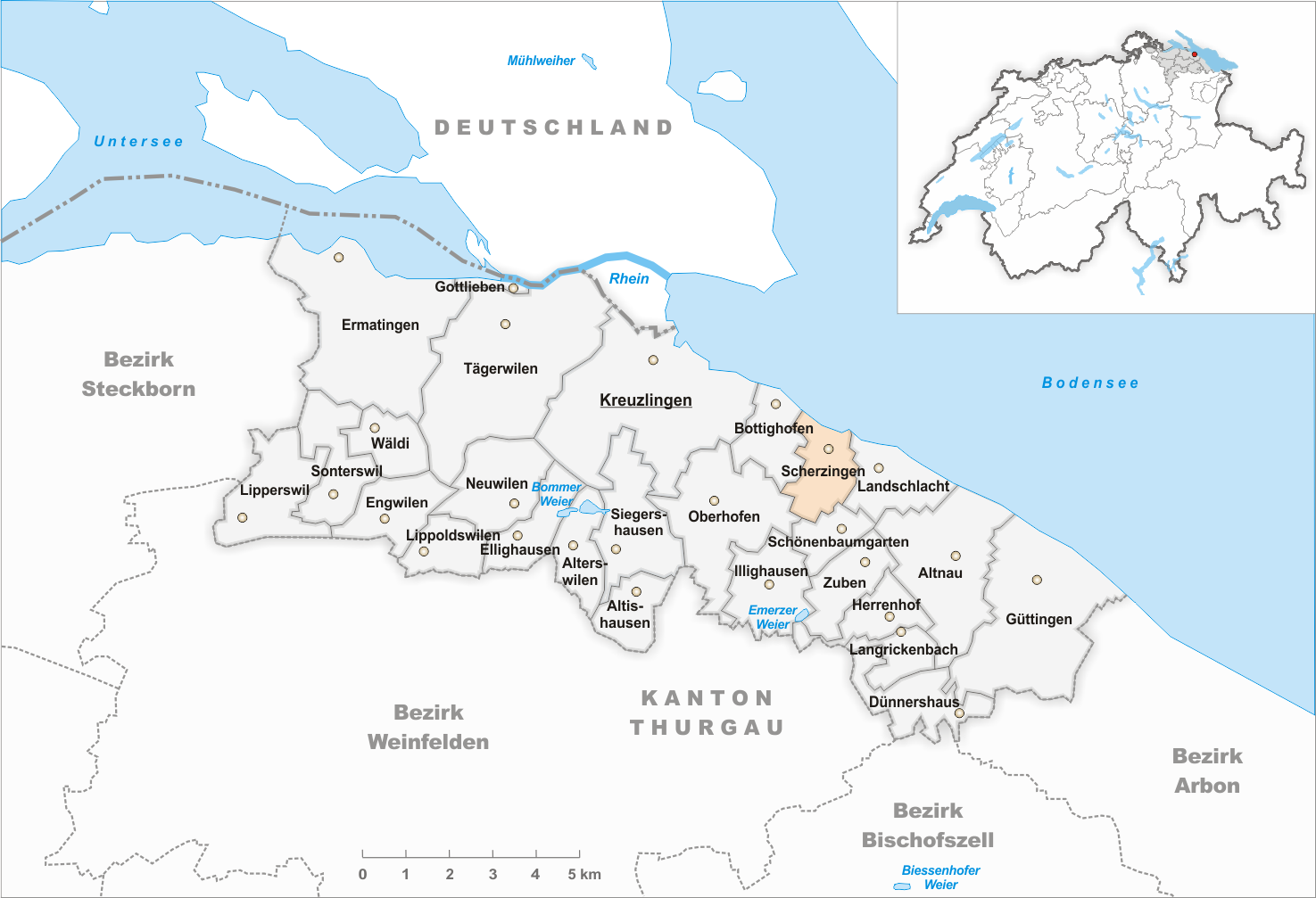
Il territorio del comune di Scherzingen prima degli accorpamenti comunali del 1994

Già comune autonomo (Ortsgemeinde e Munizipalgemeinde), nel 1994 è stato aggregato all'altro comune soppresso di Landschlacht per formare il nuovo comune di Münsterlingen.

## Monumenti e luoghi d'interesse

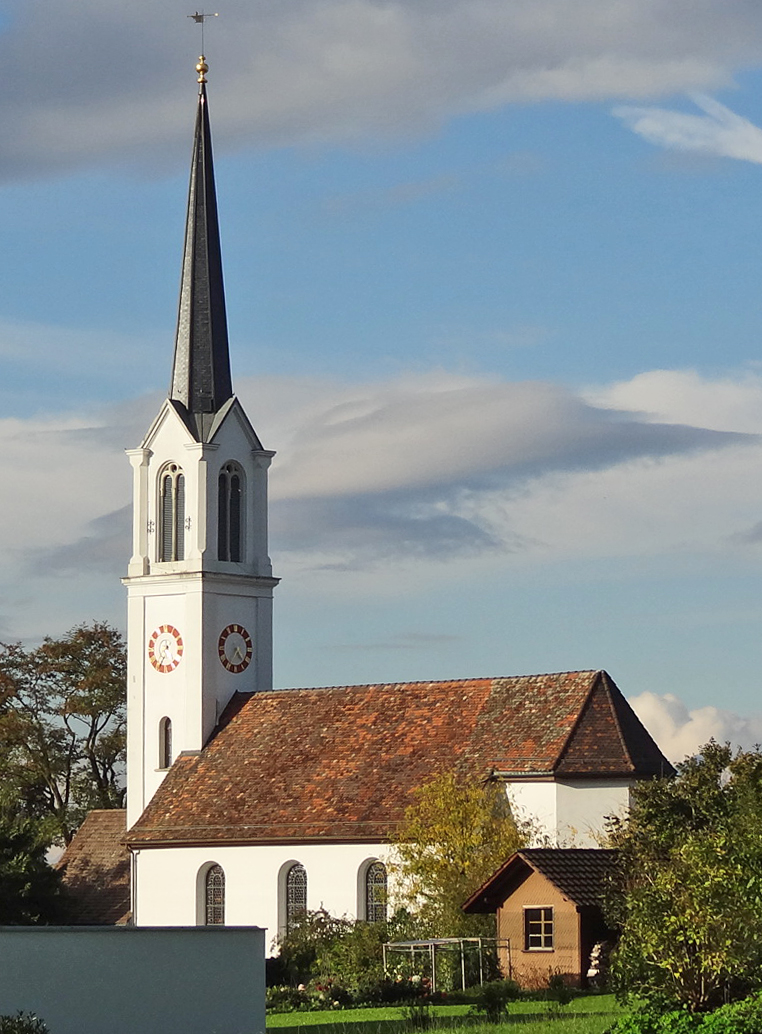
La chiesa riformata

- Chiesa riformata, eretta nel 1617-1618[1].

## Società

### Evoluzione demografica
L'evoluzione demografica è riportata nella seguente tabella:
Abitanti censiti

## Amministrazione
Ogni famiglia originaria del luogo fa parte del cosiddetto comune patriziale e ha la responsabilità della manutenzione di ogni bene ricadente all'interno dei confini della frazione.